# Aetheomorpha kantneri
Aetheomorpha kantneri là một loài bọ cánh cứng trong họ Chrysomelidae. Loài này được Medvedev miêu tả khoa học năm 2005.